# Bardino Vecchio
Bardino Vecchio (Bardin Veggiu in ligure) è una frazione del comune di Tovo San Giacomo, in provincia di Savona. Ubicata a 233 m sul livello del mare, dista circa 3 km dal capoluogo comunale.

## Storia

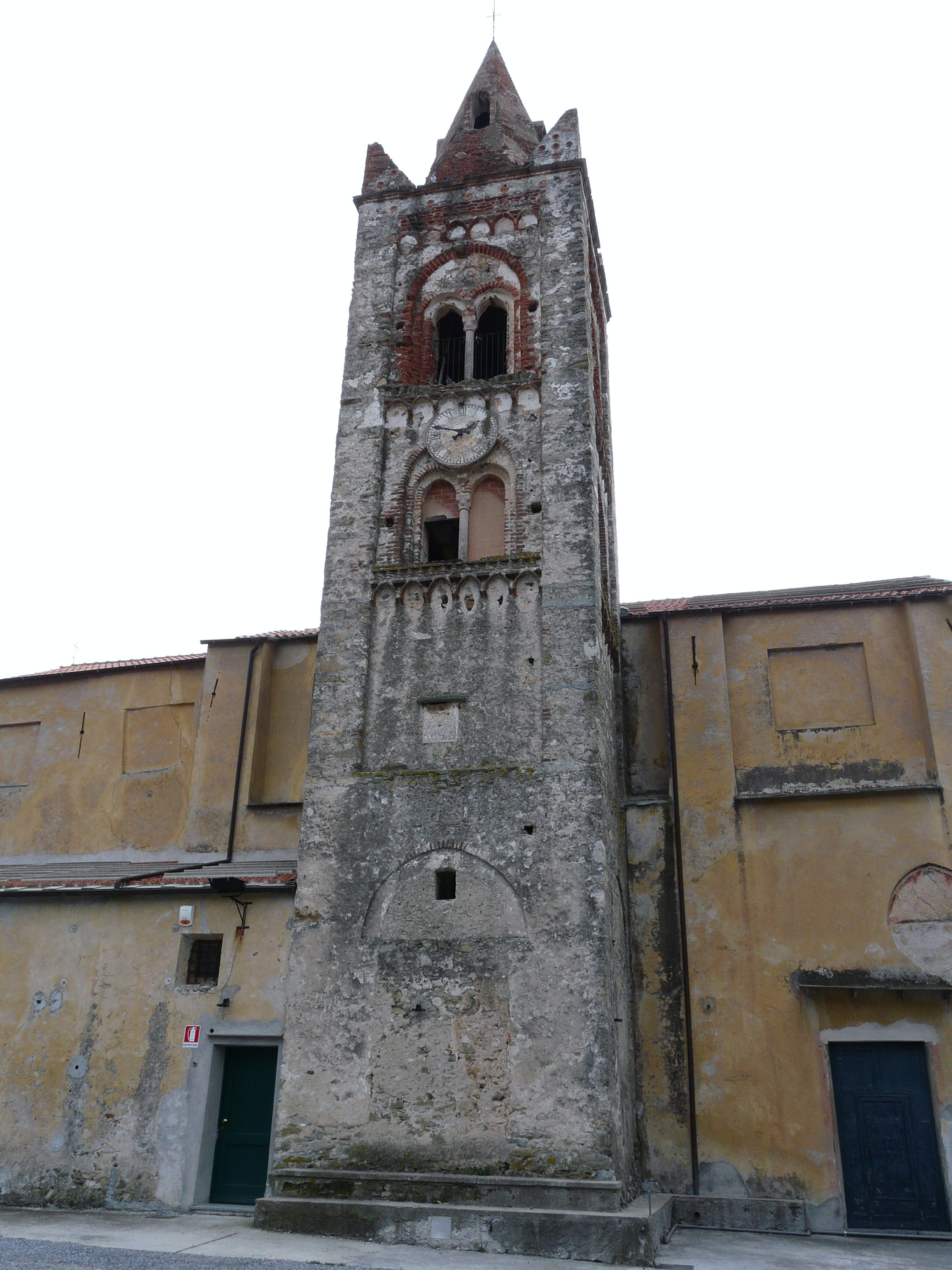
Il campanile trecentesco della chiesa parrocchiale di San Giovanni

Il territorio dell'odierna frazione tovese fu, presumibilmente come il capoluogo Tovo San Giacomo, un antico possedimento dei vescovi di Albenga e che fu compreso nella Marca Aleramica dal X secolo e successivamente come proprietà feudale di Bonifacio del Vasto dal 1091. Fu quindi dominio dei marchesi Del Carretto, signori di Savona e di Finale Ligure, che lo acquisirono nel 1212.
Così come l'intero territorio feudale del carrettesco Marchesato di Finale passò sotto l'influenza della Spagna nel 1598 e, seguendone le sorti storiche finalesi, dal 1713 come territorio della Repubblica di Genova. Sarà nel 1797, con le fasi iniziali della dominazione napoleonica nei territori dell'ex repubblica genovese, che le due principali comunità di Tovo e di Bardino verranno ulteriormente scorporate nelle tre "municipalità" distinte quali Tovo, Bardino Vecchio e Bardino Nuovo.
Con la dominazione di Napoleone Bonaparte il territorio rientrerà dal 2 dicembre 1797 nel Dipartimento del Letimbro, con capoluogo Savona, all'interno della Repubblica Ligure annessa al Primo Impero francese. Dal 28 aprile del 1798 con i nuovi ordinamenti francesi, farà parte del IV Cantone, con capoluogo Bardino, della Giurisdizione delle Arene Candide e dal 1803 centro principale del VI Cantone della Maremola nella Giurisdizione di Colombo. Dal 13 giugno 1805 al 1814 verrà inserito nel Dipartimento di Montenotte.
Nel 1815 i tre territori verranno inglobati nel Regno di Sardegna, così come stabilirà il Congresso di Vienna del 1814 anche per gli altri comuni della repubblica ligure, e successivamente nel Regno d'Italia dal 1861; nel 1848 vengono registrati in questa municipalità 610 abitanti. Dal 1859 al 1927 il territorio fu compreso nel V mandamento di Pietra del Circondario di Albenga facente parte della Provincia di Genova; nel 1927 con la soppressione del circondario ingauno passerà, per pochi mesi, nel Circondario di Savona e, infine, sotto la neo costituita Provincia di Savona.
Risale al 6 dicembre 1928 il Regio decreto n. 2971 che ufficializzerà l'aggregazione dei due comuni di Bardino Vecchio e Bardino Nuovo nel territorio di Tovo San Giacomo come frazioni comunali; il 6 dicembre del 2008 è ricorso l'ottantesimo anniversario dell'unificazione delle tre storiche comunità tovese e bardinese.

## Monumenti e luoghi d'interesse

### Architetture religiose
La sua chiesa parrocchiale, dedicata a san Giovanni Battista, è caratterizzata dal bel campanile cuspidato del XIV secolo in stile romanico. Sul suo territorio, lungo la strada provinciale che collega il centro del paese con l'altra frazione di Bardino Nuovo, sorgono anche il santuario della Madonna delle Grazie e l'oratorio di San Carlo Borromeo.

### Architetture militari
Sull'alto di un colle, proseguendo lungo la stradina che porta al cimitero proprio all'inizio del centro abitato, in bella posizione, dominano i resti dell'antico castello carrettesco denominato "dei Folchi".

## Galleria d'immagini

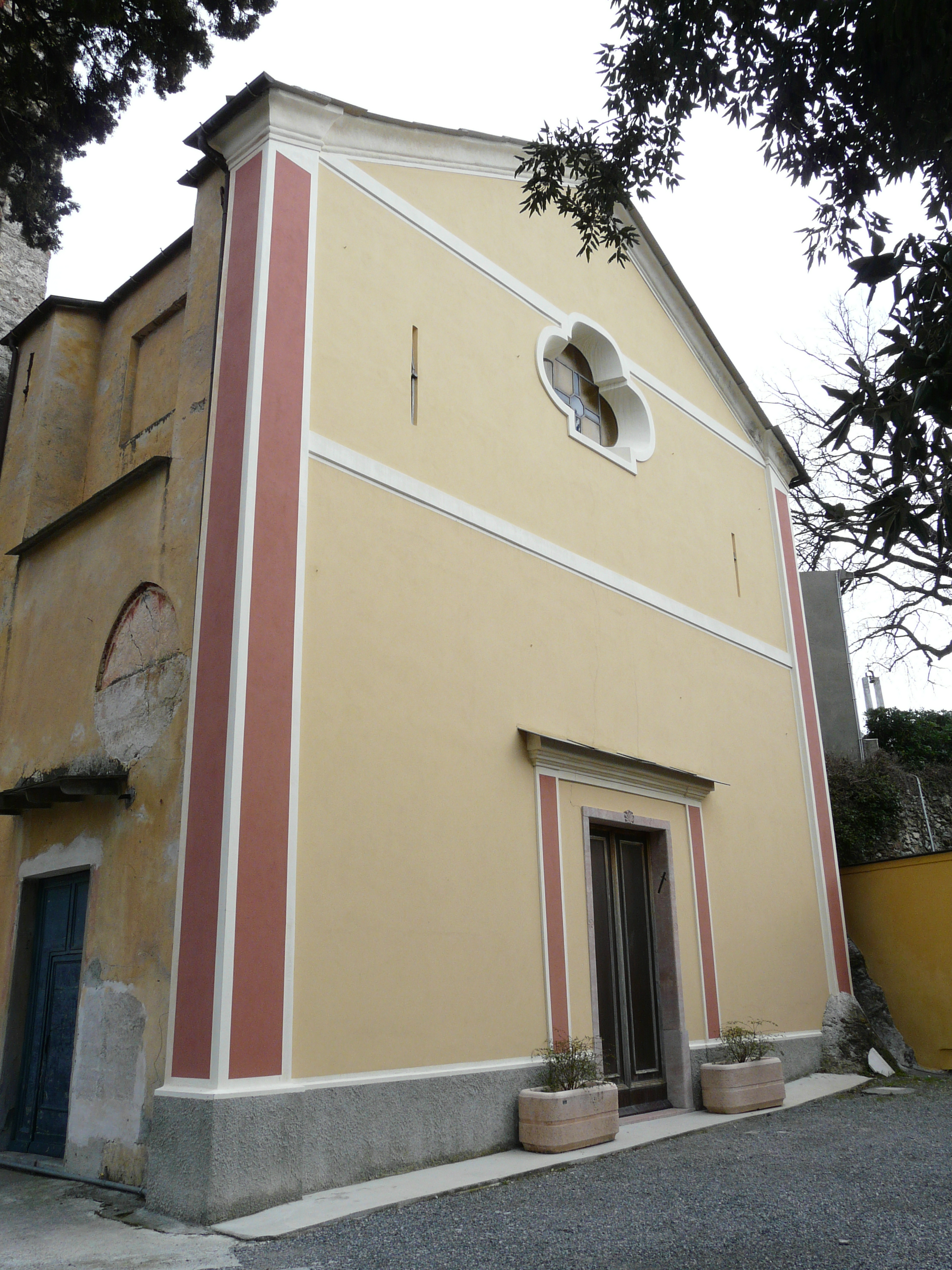
La chiesa parrocchiale di San Giovanni Battista
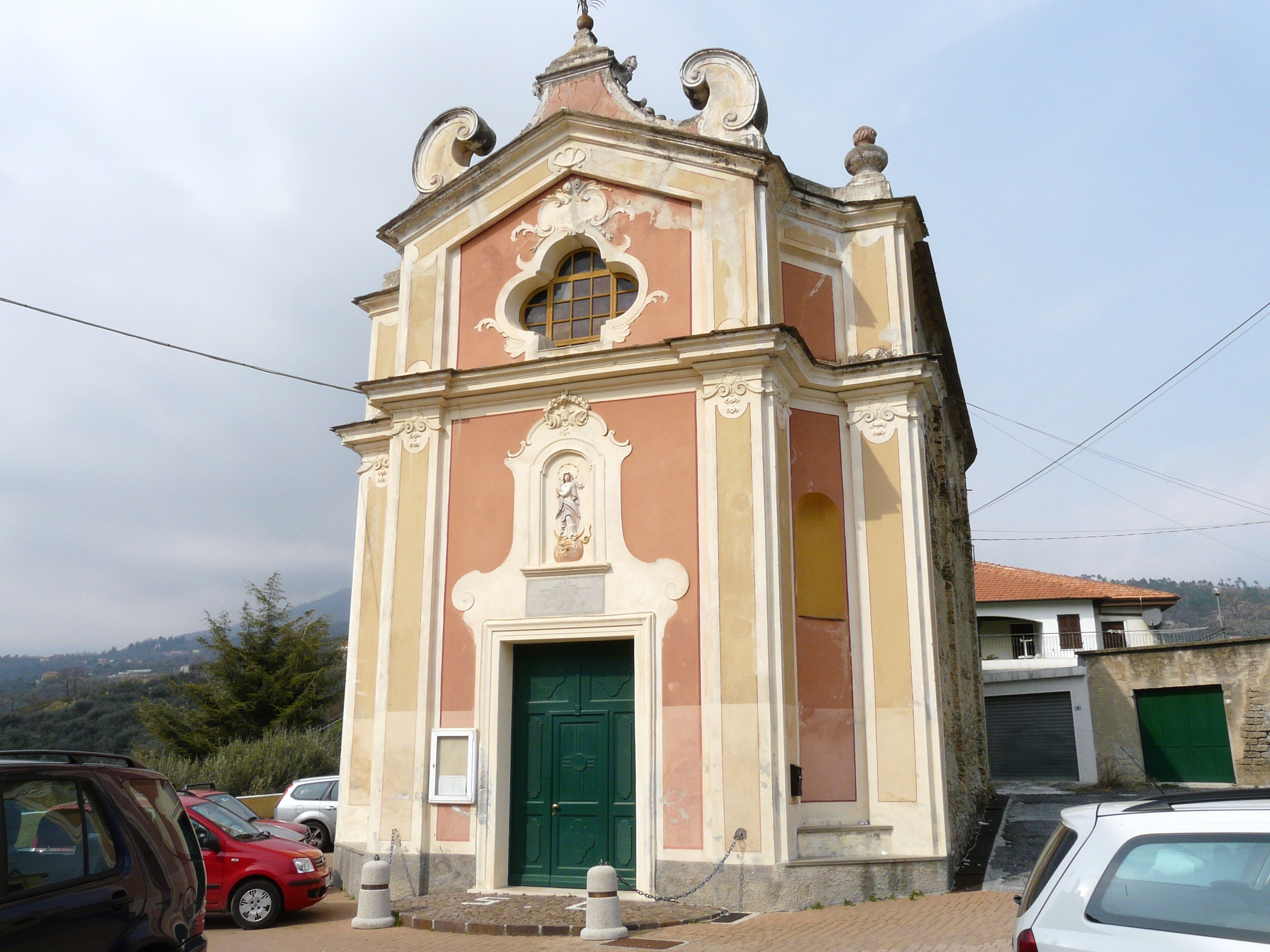
L'oratorio di San Carlo